# داني موري
داني موري (بالفرنسية: Dany Maury)‏ هو لاعب كرة قدم كاميروني في مركز الدفاع، ولد في 18 أغسطس 1994 في دوالا في الكاميرون. لعب مع نادي تولوز.

## وصلات خارجية
- داني موري على موقع قاعدة بيانات كرة القدم.إي يو (الإنجليزية)
- داني موري على موقع Soccerway.com (الإنجليزية)
- داني موري على موقع AS.com (الإسبانية)